# Atherton (California)
Atherton è una città (city) degli Stati Uniti d'America, situata nella contea di San Mateo dello Stato della California. La sua popolazione era di 7 159 persone nel 2013. Nel 1990 e nel 2019, Atherton è diventata la città con il più elevato reddito pro capite tra le città americane con una popolazione compresa tra 2 500 e 9 999 persone, ed è regolarmente tra i ZIP Code più costosi del Paese.

## Storia
Nel 1866, Atherton era conosciuta come Fair Oaks, ed era una fermata sulla California Coast Line della Southern Pacific Railroad tra San Francisco e San Jose per la convenienza per i proprietari delle grandi case che vivevano a nord di Menlo Park. L'intera zona era chiamata Menlo Park. È stata parte del Rancho de las Pulgas che ha coperto la maggior parte della zona, che adesso è la parte sud della Contea di San Mateo. Ci sono stati diversi tentativi di incorporare Fair Oaks, uno nel 1874 e un altro nel 1911.
Nel 1923, Menlo Park voleva integrare le sue terre per includere le terre di Fair Oaks. Durante un incontro dei rappresentanti delle due comunità, fu chiaro ai proprietari terrieri di Fair Oaks che, per mantenere la loro comunità come una zona strettamente residenziale, si sarebbero dovuti integrare separatamente. Entrambi i gruppi corsero a Sacramento, ma il comitato di Fair Oaks arrivò per primo. In quel momento capirono che non potevano tenere il nome di Fair Oaks, dato che c'era già un'altra città vicino a Sacramento con lo stesso nome. Fu deciso di onorare Faxon Dean Atherton, che fu uno dei primi proprietari terrieri nella penisola a sud, e diedero il suo nome alla città. Atherton venne integrata il 12 settembre 1923. Nello stesso anni, venne fondato il Menlo Polo Club ad Atherton.
Faxon D. Atherton, originario del Massachusetts, aveva passato diversi anni in Cile e alle Hawaii come venditore. Il suo amico e socio, Thomas Lark, gli scrisse "C'è un'istruzione disponibile per i tuoi figli e un decoro nel vivere su proprietà terriere nella parte inferiore della penisola di San Francisco che è conveniente e accessibile". Atherton comprò 640 acri (2,6 km²) per 10 dollari ad acro (2470 $/km²) nel 1860. La sua casa, Valparaíso Park, venne costruita diversi anni dopo. Era dal design semplice e ampio per la sua famiglia con sette figli.
Grazie allo sviluppo della ferrovia, altri provenienti da San Francisco viaggiarono verso sud e costruirono delle residenze estive. Le strade sporche non erano percorribili in inverno, così le famiglie usavano tali abitazioni solo da maggio a settembre.
Thomas H. Selby comprò 420 acri (1,7 km²). Uomo d'affari di successo, fu sindaco di San Francisco. La sua residenza di campagna era chiamata "Almendral". John T. Doyle, un avvocato, costruì una casa a Middlefield Road, chiamata "Ringwood". James C. Flood comprò pezzi di terreno e costruì una residenza stravagante, Linden Towers. Questo è il quartiere oggi noto come Lindenwood. La residenza di Joseph A. Donohoe era Holmgrove ed è adesso diventata la Menlo-Atherton High School. La casa di James Thomas Watkins era Fair Oaks.

## Geografia fisica
Secondo lo United States Census Bureau, la città ha una superficie totale di 13 km², dei quali 0,078 km² occupati dall'acqua.
Atherton si trova a 3,2 km in direzione sud-est rispetto a Redwood City, e 29 km a nord-ovest di San Jose. La città viene considerata come facente parte della zona metropolitana di San Francisco.
La città ha una stazione Caltrain attiva solo nei weekend.